# Rower górski

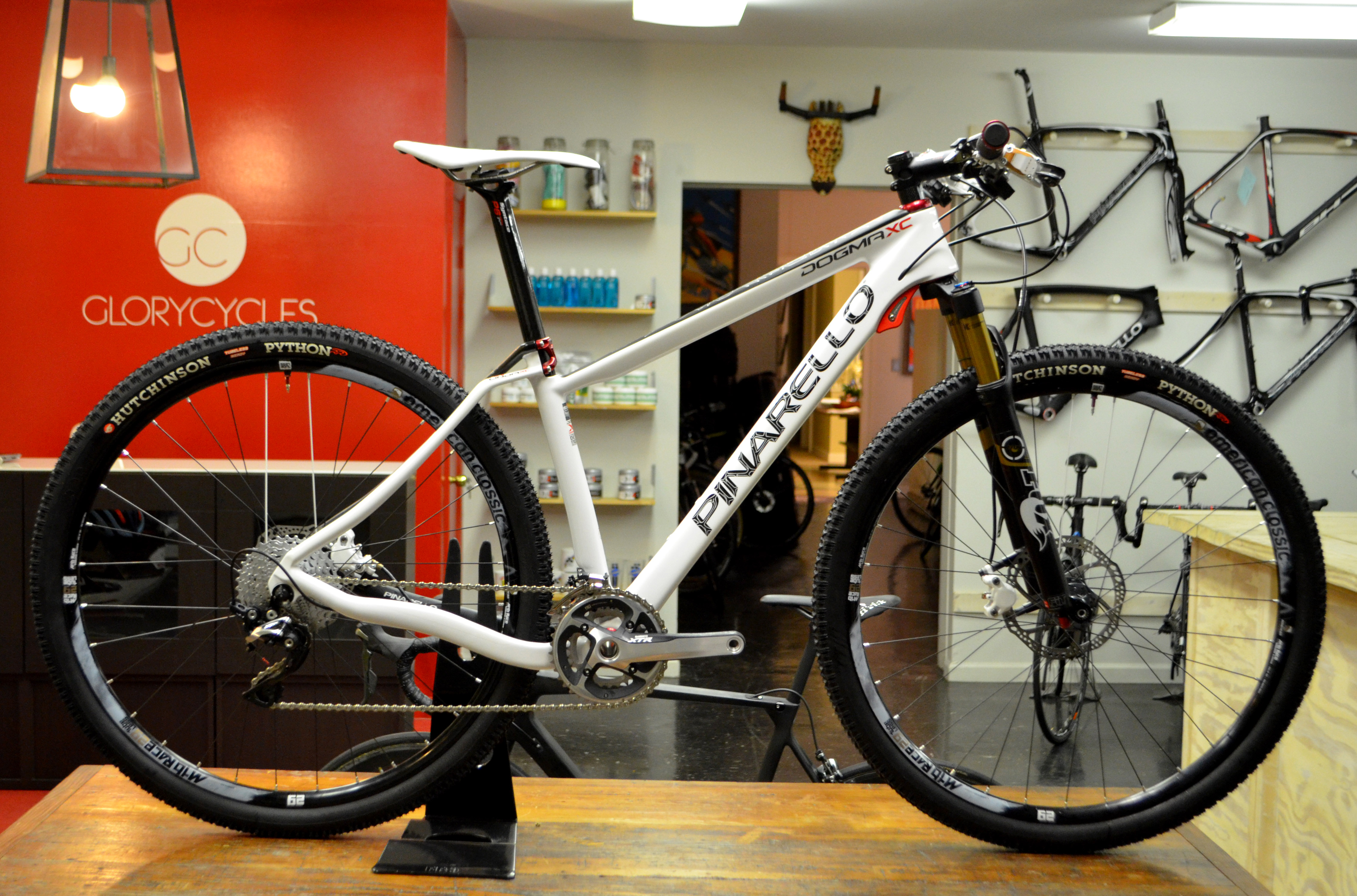
Klasyczny rower górski (cross country)

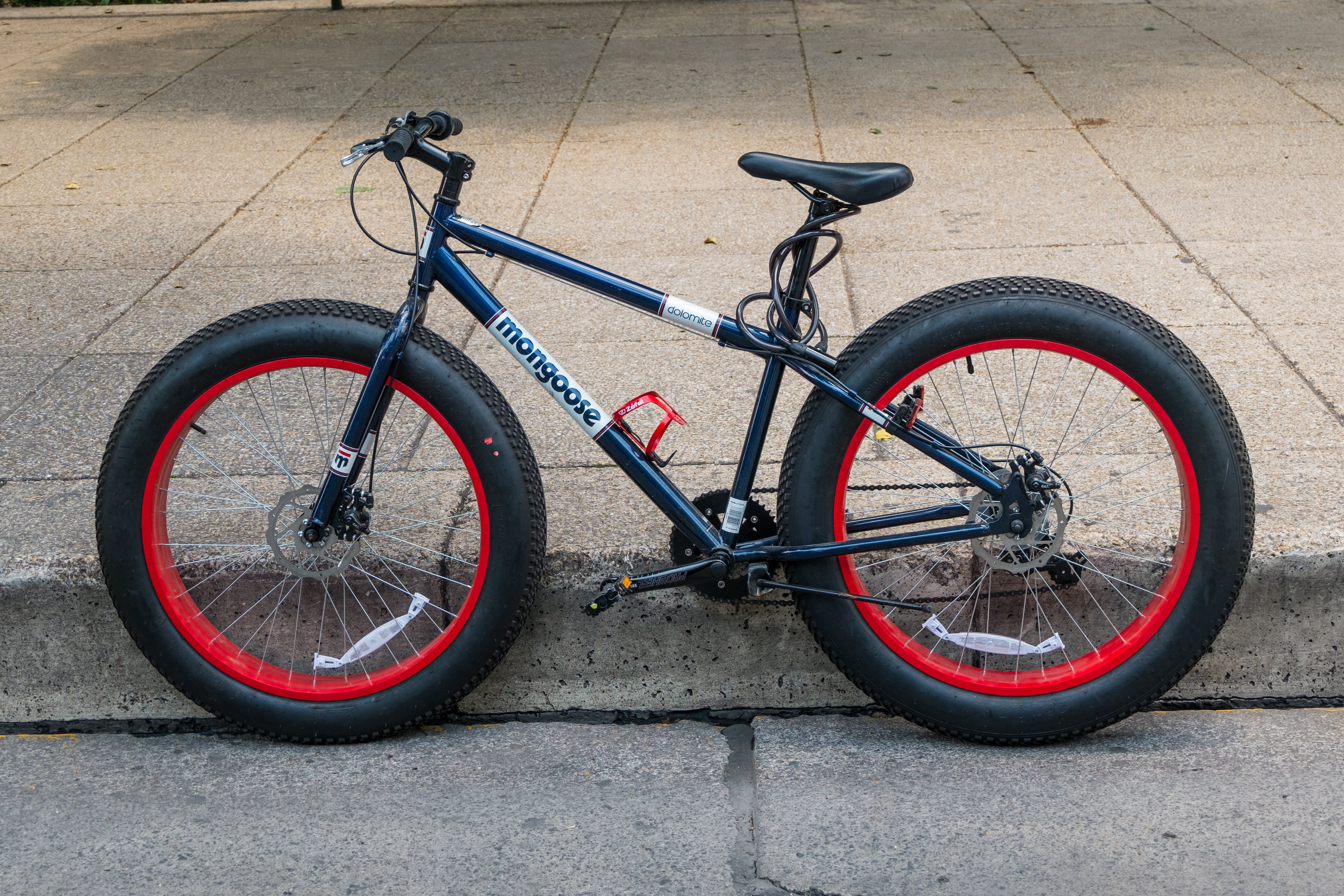
Fatbike

Rowery górskie (ang. MTB, Mountain Terrain Bike) – nazwa rowerów, których przeznaczeniem jest jazda w terenie trudniejszym, niż pozwalają na to rowery szosowe czy trekkingowe, np. górskie ścieżki, szlaki leśne, specjalne tory przeszkód.

## Cechy budowy

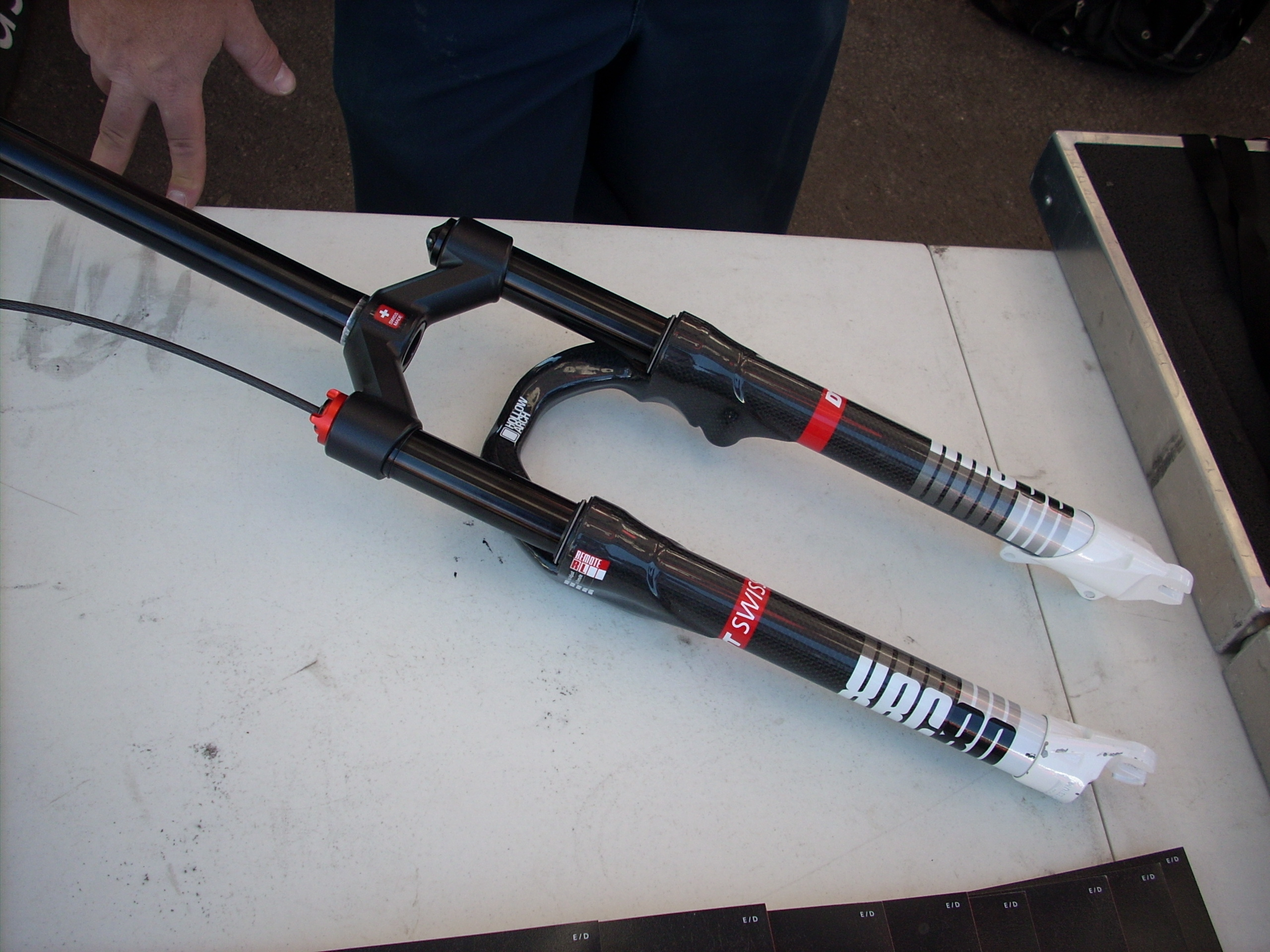
Amortyzowany widelec

W porównaniu do rowerów szosowych oraz trekkingowych, rowery MTB są cięższe ze względu na mającą gwarantować większą wytrzymałość konstrukcję. Rowery górskie, celem poprawy przyczepności i możliwości pokonania szybko i bezpiecznie wymagającego terenu (rock gardeny, rampy) oraz komfortu jazdy, bardzo często wyposaża się w różnego rodzaju amortyzatory, które również mają istotny wpływ na masę pojazdu. Amortyzatory instaluje się głównie w widelcu i ramie; amortyzowane sztyce siodełka i mostki nie są popularne w rowerach profesjonalnych, ale wciąż można je spotkać w rowerach turystycznych i starszych rowerach profesjonalnych. W ostatnich czasach coraz częściej używa się sztyc regulowanych. Spotyka się je u zawodników wyścigów XC, Enduro oraz u amatorów.

### Rama

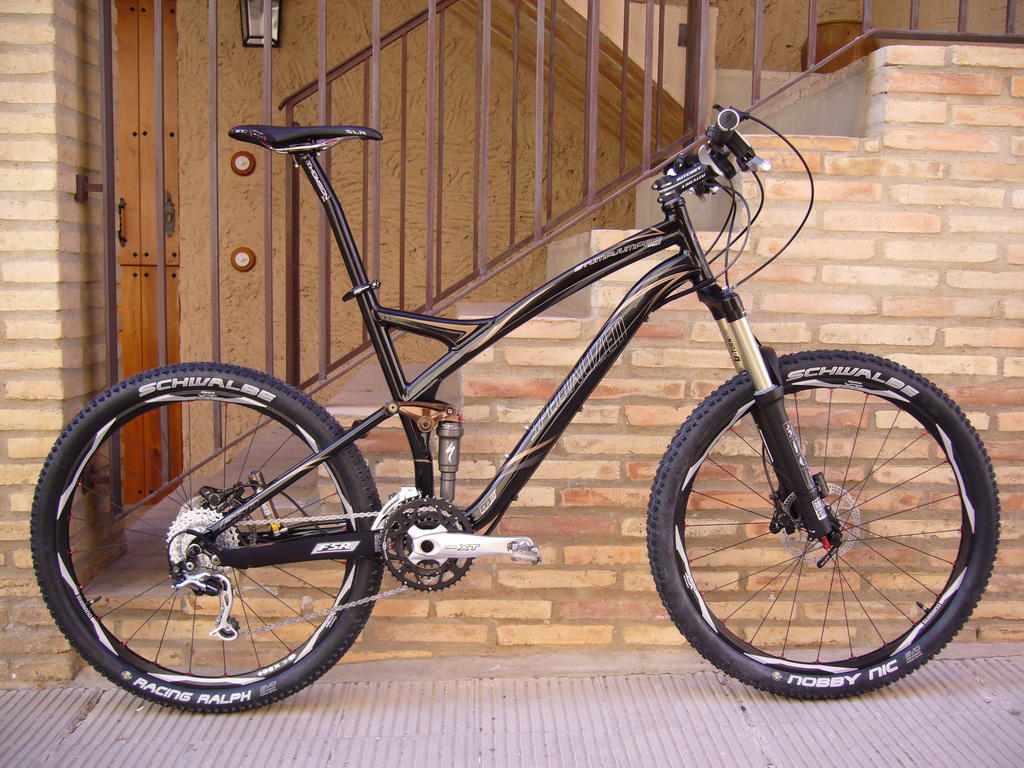
Rower typu full-suspension

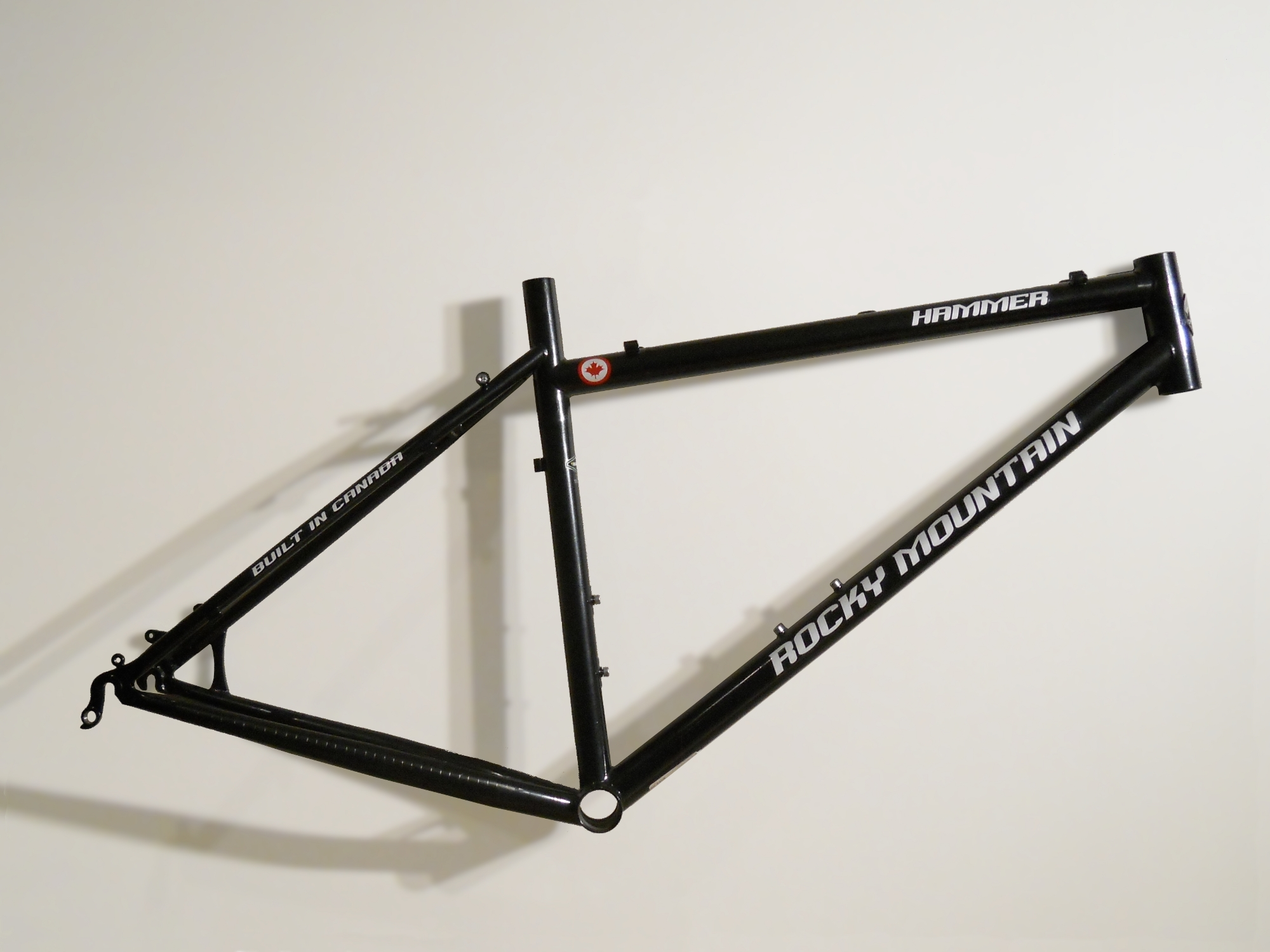
Rama hardtail

Rowery MTB wyposażane są w małe ramy (rama MTB jest mniejsza o 1-2 cale niż rama trekkingowa przeznaczona dla rowerzysty o tej samej długości nogi). W celu zwiększenia prześwitu ramy wyposażone są w wyżej położoną oś suportu. Zwiększenie zwrotności jest osiągane z jednej strony przez zmniejszenie długości ramy, z drugiej dzięki większemu kątowi osi rury podsiodłowej i główki ramy. W geometrii ramy widoczne jest dążenie do zmniejszania wysokości główki ramy ułatwiające stosowanie widelców amortyzowanych o dużym skoku. Ramy rowerów MTB mogą być ramami nieamortyzowanymi (hardtail), lub amortyzowanymi (Full Suspension). Z uwagi na konieczność zmieszczenia opon o większej szerokości ramy rowerów górskich mają szersze tylne trójkąty. Ewolucyjnie zwiększa się też rozstaw haków, w których osadzona jest piasta tylnego koła od pierwotnych 130 mm (identycznie jak w rowerach szosowych) do 165 mm stosowanego w rowerach zjazdowych, a same haki zamiast tradycyjnej osi 10 mm są przystosowane do współpracy z osiami drążonymi o średnicy 12 mm. Pierwotnie ramy rowerów górskich były przystosowane do montażu hamulców obręczowych (pierwotnie typu Cantilever zastąpionych przez V-brake), obecnie standardem są mocowania hamulców tarczowych. Ramy rowerów górskich wykonywane są najczęściej z aluminium, rzadziej stali lub tytanu, oraz karbonu (włókna węglowego).

### Koła

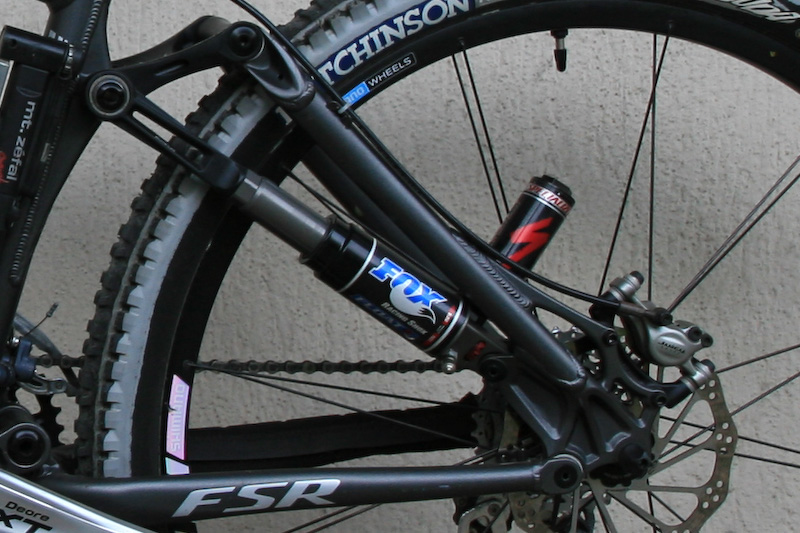
Opona terenowa

Dla zwiększenia trakcji, opony w rowerach górskich są szersze niż w rowerach trekkingowych. Można je dobrać w zależności od terenu, w jakim rower ma się poruszać – dla zmniejszenia oporu na drogach asfaltowych korzystać można z opon o gładkim bieżniku, z kolei opona o głębokim bieżniku ma poprawić trakcję w trudnym terenie kosztem zwiększenia oporu. Średnice kół wynoszą 26, 27,5 oraz 29 cali, ramy dostosowane są do konkretnego rozmiaru koła.

### Przełożenia
Rowery MTB ze względu na szeroką gamę zastosowań pozwalają na regulację w dużym zakresie przełożenia. W popularnych rowerach do amatorskiej jazdy liczba biegów waha się w przedziale 21-27 (3 biegi z przodu i 7-9 z tyłu). W droższych rowerach górskich w celu uproszczenia budowy i obsługi napędu oraz ograniczenia masy stosuje się napędy z liczbą biegów w przedziale 9-12 (1 bieg z przodu i 9-12 przełożeń z tyłu). Najbardziej znani producenci grup osprzętu to Shimano oraz SRAM.

## Wybrane rodzaje rowerów MTB
- Cross-country (XC)
- Downhill (zjazdowy)
- Trail, All Mountain (ścieżkowy)
- Enduro
- Freeride
- Rower dirtowy (dirtówka)